# أحمد بن عبد الله الكندي
أحمد بن عبد الله بن موسى الكندي، (ت 557 هـ - 1162م)، يكنى أبو بكر. أحد كبار أئمة الإباضية، عالم، فقيه، عاش في القرن السادس. كان ثالث ثلاثة من أهل بيته من ذوي الحظ الكبير في العلم، وأصحاب مؤلفات قيمة، أولهم ابن عمه مؤلف كتاب بيان الشرع : محمد بن إبراهيم الكندي، وثانيهم ابن عمه صاحب كتاب الكفاية: محمد بن موسى سليمان الكندي.

## مؤلفاته
لهٌ في شتى العلوم والفنون كُتب، كان أهمها:
- كتاب المصنف في الأديان والأحكام يقع في اثنين وأربعين جزءا،
- كتاب التخصيص في الولاية والبراءة.
- كتاب الاهتداء في افتراق أهل عمان إلى نزوانية ورستاقية.
- كتاب التسهيل في الميراث.
- كتاب التيسير في النحو.
- كتاب التقريب في اللغة.
- كتاب سيرة البررة.
- كتاب جوهر المقتصر.
- كتاب «الذخيرة».

### المصنف
«المصنف» هو أحد المؤلفات الدينية الجامعة لأصول الشريعة الإسلامية وفروعها، وقد صنفه مؤلفه في واحد وأربعين جزء إبان القرن السادس الهجري، وجمع فيه من المسائل المفيدة في أصول الدين وفروعه، وحشد فيه كثيرا من الحكم والمواعظ، والقصص التاريخية، والشواهد في اللغة العربية، والآثار النافعة، وغير ذلك مما يجد فيه القارئ المتعة الروحية، واللذة العقلية، والثقافة الدينية المحيطة بكل ما في كتاب الله الكريم، وسنة رسوله الأمين، فكان الكتاب موسوعة دينية حافلة بمسائل الفقه وعلوم الدين، يستغنى بها في مجال الثقافة والمعرفة عن عديد من الكتاب.

## الوفاة
توفي عشية الاثنين 15 ربيع الآخر 557هـ، ودفن بموضع يُدعى المض، وقبره موجود إلى يومنا هذا.